# ロベルト・アルマー
ロベルト・アルマー（Robert Almer、1984年3月20日 - ）は、オーストリア出身の元サッカー選手。現役時代のポジションはゴールキーパー。

## 経歴
オーストリア・ブンデスリーガに属するSKシュトゥルム・グラーツの育成アカデミー出身。17歳でトップチームに昇格する。主にFKアウストリア・ウィーンやSVマッテルスブルクでプレーし、2011年に2.ブンデスリーガに属するフォルトゥナ・デュッセルドルフに移籍、翌年にはドイツ・ブンデスリーガに昇格する。
2013年以降はエネルギー・コットブスやハノーファー96に所属、2015年以降は古巣のFKアウストリア・ウィーンでプレーしている。
2018年6月4日、膝の怪我のため現役引退を発表した。

## 代表歴
各カテゴリーのオーストリア代表に選出されるものの、A代表選出は25歳になってからと遅咲きであった。
2015年9月5日のUEFA欧州選手権予選からは603分間失点を許さず、フリードリッヒ・コンシリアが保持していたそれまでの代表試合無失点記録を更新した。

2016年に開催されたUEFA欧州選手権フランス大会では全ての試合で先発出場を果たしている。

## エピソード
- 元日本A代表の権田修一が目標としている選手としてロベルト・アルマーを挙げている[2]。